# Music for the Divine
Music For The Divine — одиннадцатый сольный студийный альбом Гленна Хьюза, бывшего вокалиста и басиста Deep Purple, Black Sabbath и Trapeze, выпущен в 2006 году лейблами Frontier, Demolition, Sony BMG и Yamaha.

## Список композиций
| №   | Название                | Автор(ы)             | Длительность |
| --- | ----------------------- | -------------------- | ------------ |
| 1.  | «The Valiant Denial»    | Hughes, Marsh        | 6:50         |
| 2.  | «Steppin' On»           | Hughes, Marsh        | 4:42         |
| 3.  | «Monkey Man»            | Hughes, Marsh        | 4:25         |
| 4.  | «This House»            | Hughes, Marsh, Smith | 3:53         |
| 5.  | «You Got Soul»          | Hughes, Marsh        | 4:20         |
| 6.  | «Frail»                 | Hughes               | 4:42         |
| 7.  | «Black Light»           | Hughes, Marsh        | 3:56         |
| 8.  | «Nights in White Satin» | Hayward              | 4:55         |
| 9.  | «Too High»              | Hughes, Marsh        | 4:50         |
| 10. | «This is How I Feel»    | Hughes               | 5:35         |
| 11. | «The Divine»            | Hughes               | 4:05         |

### Японский бонус трек
| №   | Название                              | Автор(ы)             | Длительность |
| --- | ------------------------------------- | -------------------- | ------------ |
| 12. | «The Writing Session of «This House»» | Hughes, Marsh, Smith |              |

### Австралийский бонус трек
| №   | Название                                         | Автор(ы)           | Длительность |
| --- | ------------------------------------------------ | ------------------ | ------------ |
| 12. | «Monkey Man» (feat. Jimmy Barnes)                | Hughes, Marsh      | 4:25         |
| 13. | «Misty Mountain Hop» (кавер-версия Led Zeppelin) | Page, Plant, Jones | 5:07         |

## Участники записи
- Гленн Хьюз — вокал, акустическая гитара, бас-гитара
- JJ Marsh — гитара
- Чад Смит — барабаны
- Марк Килиан — клавишные, струнные
- Джон Фрушанте — гитара на треках 8 и 10, бэк-вокал на треке 8
- Джерри Кантрелл — гитара на треке 13